# Tilman Borsche
Tilman Borsche (* 2. Februar 1947 in Frankfurt am Main) ist ein deutscher Philosoph und emeritierter Professor für Philosophie am Institut für Philosophie der Universität Hildesheim. Er verfasste zahlreiche Publikationen in den Bereichen der Begriffsgeschichte, Sprachphilosophie und Zeichenphilosophie.
Borsche studierte Philosophie in Frankfurt, Paris, Bonn und Tübingen mit den Nebenfächern Japanologie, Sprachwissenschaft und Geschichte. 1979 wurde er in Tübingen bei Josef Simon promoviert mit einer Arbeit zur Sprachphilosophie Wilhelm von Humboldts; 1987 habilitierte er sich in Bonn mit einer Arbeit zur philosophischen Begriffsgeschichte der Metaphysik von Platon bis Nietzsche: „Was etwas ist“. Von 1990 bis 2015 war er Professor für Philosophie an der Universität Hildesheim. 2013 lehrte er als Gastprofessur an der Rikkyo-Universität in Tokio, von 2015 bis 2020 als Professor für Philosophie an der Cusanus Hochschule, Bernkastel-Kues.
Er hat als Redakteur, ab 1987 Mitherausgeber des Historischen Wörterbuchs der Philosophie sowie durch seine Bücher, Aufsätze in philosophischen Fachzeitschriften und Wörterbuchartikel (in dem genannten und in anderen philosophischen Wörterbüchern) entscheidend zur Verbreitung und Weiterentwicklung der begriffsgeschichtlichen Methode beigetragen.
Von 1995 bis 2015 war er der Alleinherausgeber der Allgemeinen Zeitschrift für Philosophie. Von 2005 bis 2011 gehörte er zum Vorstand der Deutschen Gesellschaft für Philosophie. Seit 2009 ist er Mitglied des Zentrums Preußen-Berlin der Berlin-Brandenburgischen Akademie der Wissenschaften mit einem Projekt zur Sprachwissenschaft Wilhelm von Humboldts. Er zählt zu den Gründern der Kueser Akademie für Europäische Geistesgeschichte.

## Publikationen
Monografien
- Sprachansichten. Der Begriff der menschlichen Rede in der Sprachphilosophie Wilhelm von Humboldts, Stuttgart: Klett-Cotta, 1981 [=Diss.]
- Wilhelm von Humboldt, München: Beck, 1990
- Was etwas ist. Fragen nach der Wahrheit der Bedeutung bei Platon, Augustin, Nikolaus von Kues und Nietzsche, München: Fink, 1990; 2. Aufl. 1992
- Die Frage nach der Moral, Weinheim: Beltz, Quadriga, 1995

Herausgeberschaft
- Sprachphilosophie in Antike und Mittelalter (Amsterdam: Grüner, 1986).
- Zur Philosophie des Zeichens (Berlin: de Gruyter, 1992).
- Zeit und Zeichen, hg. v. T. Borsche, J. Kreuzer, H. Pape u. G. Wohlfart (München: Fink, 1993).
- W. von Humboldt e il dissolvimento della filosofia nei "saperi positivi" (Napoli: Morano, 1993).
- "Centauren-Geburten". Wissenschaft, Kunst und Philosophie beim jungen Nietzsche, hg. v. T. Borsche, F. Gerratana, A. Venturelli (Berlin: de Gruyter, 1994).
- Weisheit und Wissenschaft, hg. v. T. Borsche u. J. Kreuzer (München: Fink, 1995).
- Klassiker der Sprachphilosophie (München: Beck, 1996).
- Begriff und Wirklichkeit der kleinen Universität (Hildesheim: Univ.-Bibliothek, [1998]).
- Blick und Bild im Spannungsfeld von Sehen, Metaphern und Verstehen (München: Fink, 1998).
- Denkformen – Lebensformen (Hildesheim: Olms, 2003).
- Herder im Spiegel der Zeiten (Paderborn: Fink, 2006).
- Kann das Denken malen? Philosophie und Malerei in der Renaissance, hg. v. T. Borsche u. I. Bocken (Paderborn: Fink 2010).
- Können – Spielen – Loben. Cusanus 2014, hg. v. T. Borsche u. H. Schwaetzer (Münster: Aschendorff 2016).
- CONTRASTE. Studien zur japanisch-deutschen Kulturkomparatistik, hg. von Teruaki Takahashi u. Tilman Borsche,  - Bd. 1: Japanisch-deutsche Diskurse zu deutschen Wissenschafts- und Kulturphänomenen, hg. Teruaki Takahashi, Yoshito Takahashi u. Tilman Borsche (Paderborn: Fink 2016).  - Bd. 2: Bildung nach Humboldt. Erfolg, Krise und Zukunft einer Idee in Ungarn, Finnland und Japan, hg. Teruaki Takahashi u. Tilman Borsche (Freiburg/München: Alber 2018). - Bd. 3: Herder, Japan und das fremde Denken, hg. T. Takahashi, T. Borsche, Y. Shimada, M. Hamada  (Freiburg/München: Alber 2019).
- Akademische Freiheit. Orte und Regeln des freien Wortes im Wandel geschichtlicher Kontexte (Freiburg/München: Alber 2023).